# بیبیان شولتز
بیبیان شولتز (آلمانی: Bibiane Schulze؛ زادهٔ ۱۲ نوامبر ۱۹۹۸) بازیکن فوتبال زن اهل آلمان است.
از باشگاه‌هایی که در آن بازی کرده است می‌توان به باشگاه فوتبال اف‌اس‌وی فرانکفورت اشاره کرد.
وی همچنین در تیم ملی فوتبال زنان آلمان بازی کرده است.
وی در مسابقات کشوری و بین‌المللی در مجموع برندهٔ ۱ مدال برنز شده است.